# Кримпер (электромонтажный инструмент)

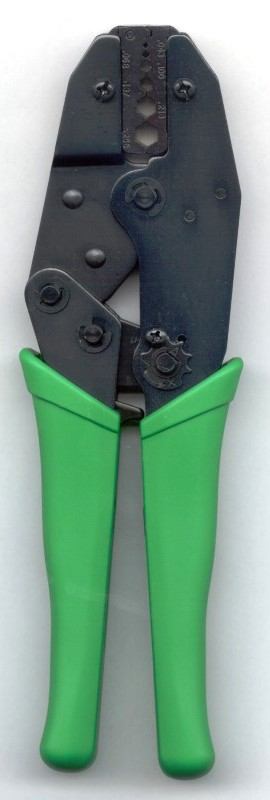
Пример кримпера

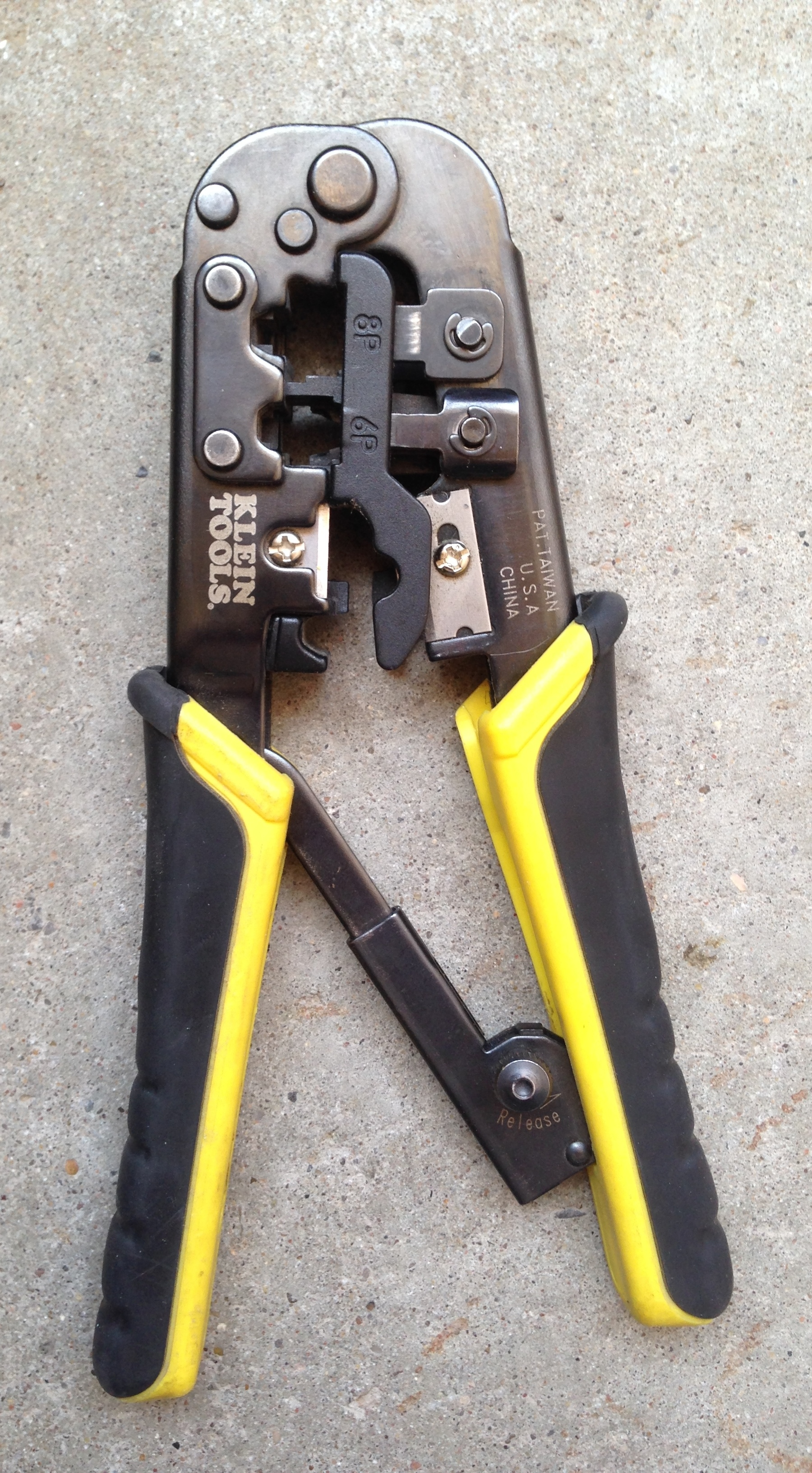
Кримпер для обжима Registered Jack

Кле́щи обжимны́е, кри́мпер (от англ. crimping «обжим, опрессовка») — электромонтажный, обычно ручной инструмент, предназначенный для соединения проводов между собой или с контактами электрических соединителей, в том числе проводными наконечниками при электромонтажных работах без применения пайки или сварки.

## Технология соединения проводов опрессовкой

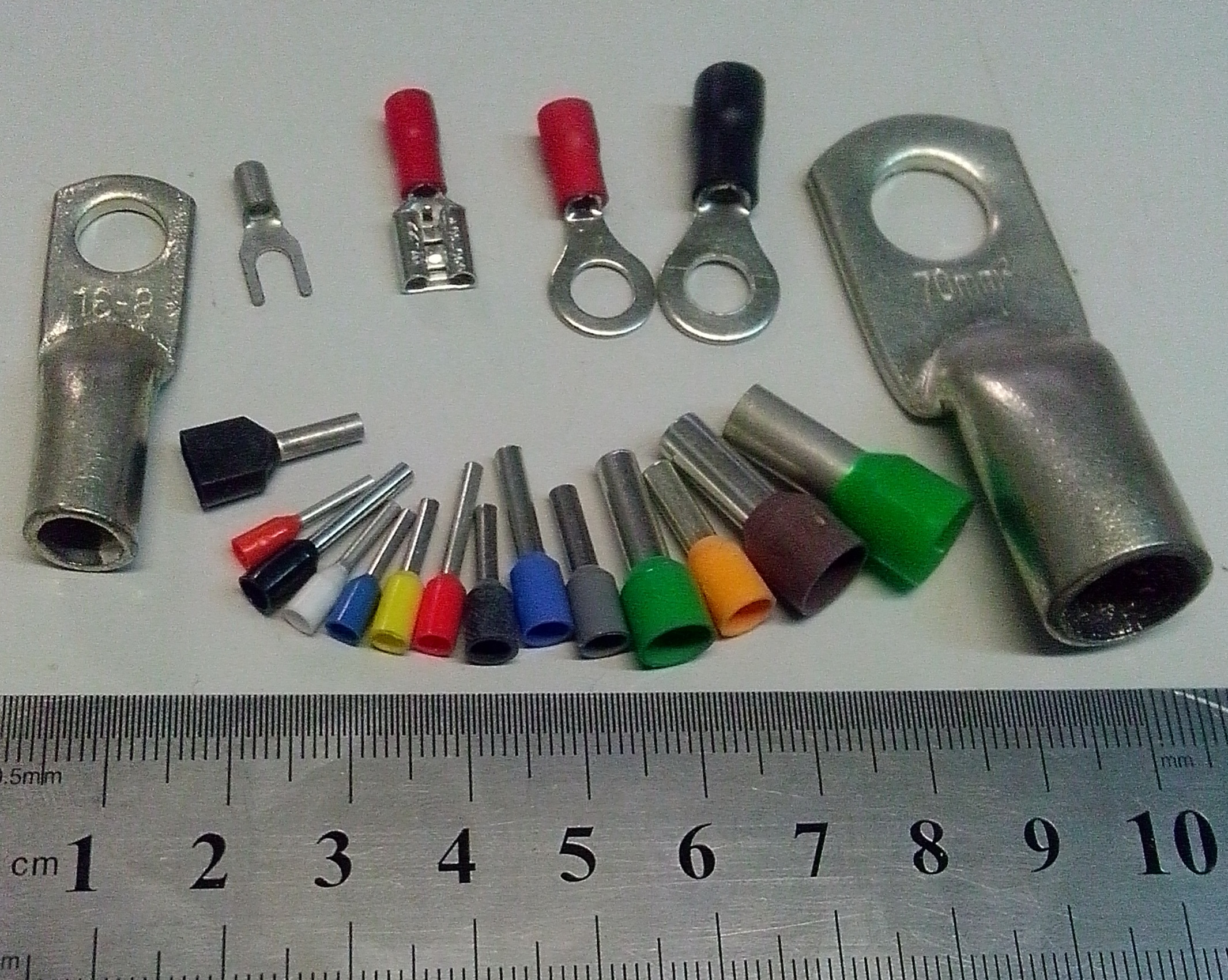
Разного вида наконечники — прямые, «вилочные», кольцевые, применяемые для разделки окончания жилы/провода

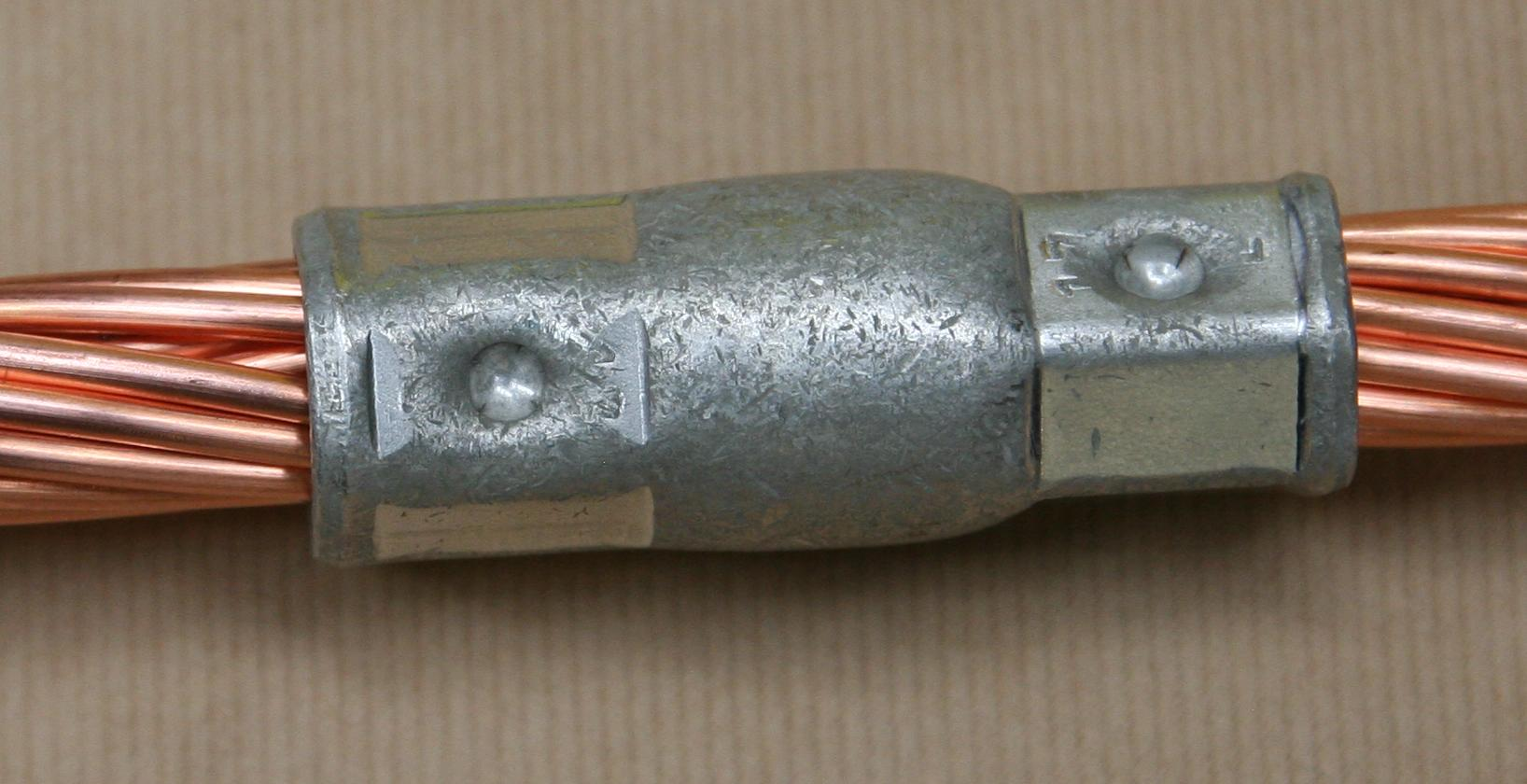
Соединение проводов прессованием

Опрессовка проводов используется в процессе подготовки многожильных проводов для винтовых или клеммных соединений, для соединения многожильных и одножильных проводов между собой и для установки на провод наконечника, предназначенного для монтажа в разъем. Соединение проводов методом опрессовки считается преимущественным, по сравнению с пайкой, особенно для открытых электрических схем, и более технологичным по сравнению со сваркой. В целях исключения возникновения в месте соединения гальванической пары для опрессовки медных проводов используются медные наконечники и гильзы, для алюминиевых — алюминиевые.
Наконечники для опрессовки многожильных проводов выпускаются различных типов:
- Наконечник цилиндрической формы втулочный (гильза). Наконечник применяется для подготовки зачищенных от изоляции концов многожильного провода к монтажу в винтовую клеммную колодку. Наконечник предотвращает отделение проводников многожильного провода и предотвращает их повреждение и обрыв. Втулочные наконечники изготавливаются из меди или алюминия, представляют собой отрезок тонкостенной трубки и нередко снабжаются пластиковой цветной вставкой, облегчающей процесс установки и позволяющей выполнить цветовую маркировку. Для опрессовки такого типа наконечников используется специализированный кримпер сегментного типа.
- Наконечник петлевой типа «О». Наконечник используется для подготовки зачищенных от изоляции концов многожильного провода к монтажу в винтовой клеммник. Винт клеммника проходит сквозь отверстие в наконечнике, и для монтажа требуется полностью вывинтить винт из клеммника. Такой тип наконечника предотвращает отсоединение проводов даже при ослаблении винтов крепления. Для опрессовки используются специализированные или универсальные клещи.
- Наконечник вилочный типа «U». Наконечник используется для подготовки зачищенных от изоляции концов многожильного провода к монтажу в винтовой клеммник. Винт проходит в прорезь наконечника, и для монтажа требуется ослабить винтовое соединение достаточно для установки в клеммник. Такой тип наконечника упрощает процесс монтажа проводов в клеммник. Для опрессовки используются специализированные или универсальные клещи.
- Наконечник ножевой для ножевого разъёма. Наконечник используется для подготовки зачищенных от изоляции концов многожильного провода к монтажу в ножевой разъём. Такого типа разъёмы используются в автомобильной электрике и силовой электронике, везде, где требуется недорогое надёжное соединение отдельных проводов. Для опрессовки такого типа наконечников используются специализированные или универсальные клещи.
- Специальные наконечники для установки в разъём. Большое количество разъёмов различных производителей подразумевает последовательность сборки, состоящую из нескольких этапов. Первый этап — зачистка провода и установка на него наконечника. Второй этап — сборка проводов с наконечниками в разъём. Наконечники, используемые в разъёмах, уникальны для каждого типа разъёма и требуют использования специального типа инструмента в большинстве случаев.
- Соединительные гильзы для соединения проводов между собой. Для соединения проводов опрессовкой используются медные или алюминиевые толстостенные трубки (гильзы). Два или более концов провода вставляются в гильзу и обжимаются специальным кримпером или универсальными клещами. Соединительные гильзы выпускаются неизолированными и с изолирующей пластиковой оболочкой. Прочность оболочки позволяет выполнять обжим соединения, не снимая оболочку.
- Наконечники штифтовые, флажковые, кольцевые, крючкообразные и другой формы для опрессовки на кабель выпускаются для удобства монтажа в установочные изделия различной электрораспределительной арматуры.

## Типы кримперов
В связи с разнообразием наконечников, устанавливаемых прессованием, существует большое количество универсальных, специализированных, ручных, автоматических и полуавтоматических кримперов для установки наконечников.

### Автоматические кримперы
Высокопроизводительное оборудование для обработки проводов позволяет зачищать провод, устанавливать наконечник и выполнять обжим в автоматическом и полуавтоматическом режимах. Такое оборудование состоит из электрического пресса и кримперной оснастки (аппликатора). Аппликаторы выпускается для каждого типа наконечников отдельно. Аппликаторы могут выполнять операцию только обжима или обрезку, зачистку и обжим наконечника за один удар.

### Ручной инструмент

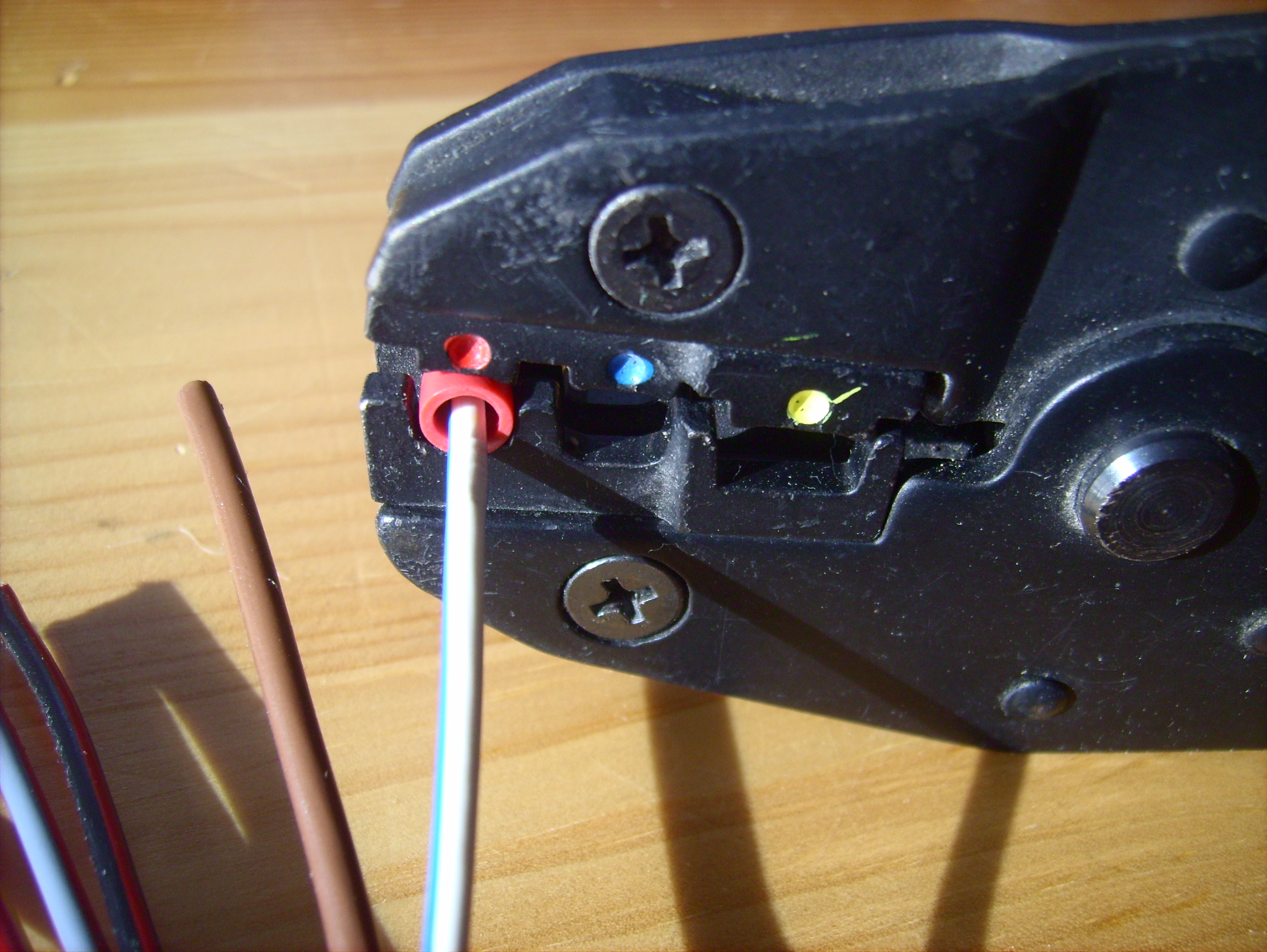
Цветовая кодировка (DIN 46245):
- Красный: 0,5 — 1 мм^{2}
- Синий: 1,5 — 2,5 мм^{2}
- Жёлтый: 4 — 6 мм^{2}

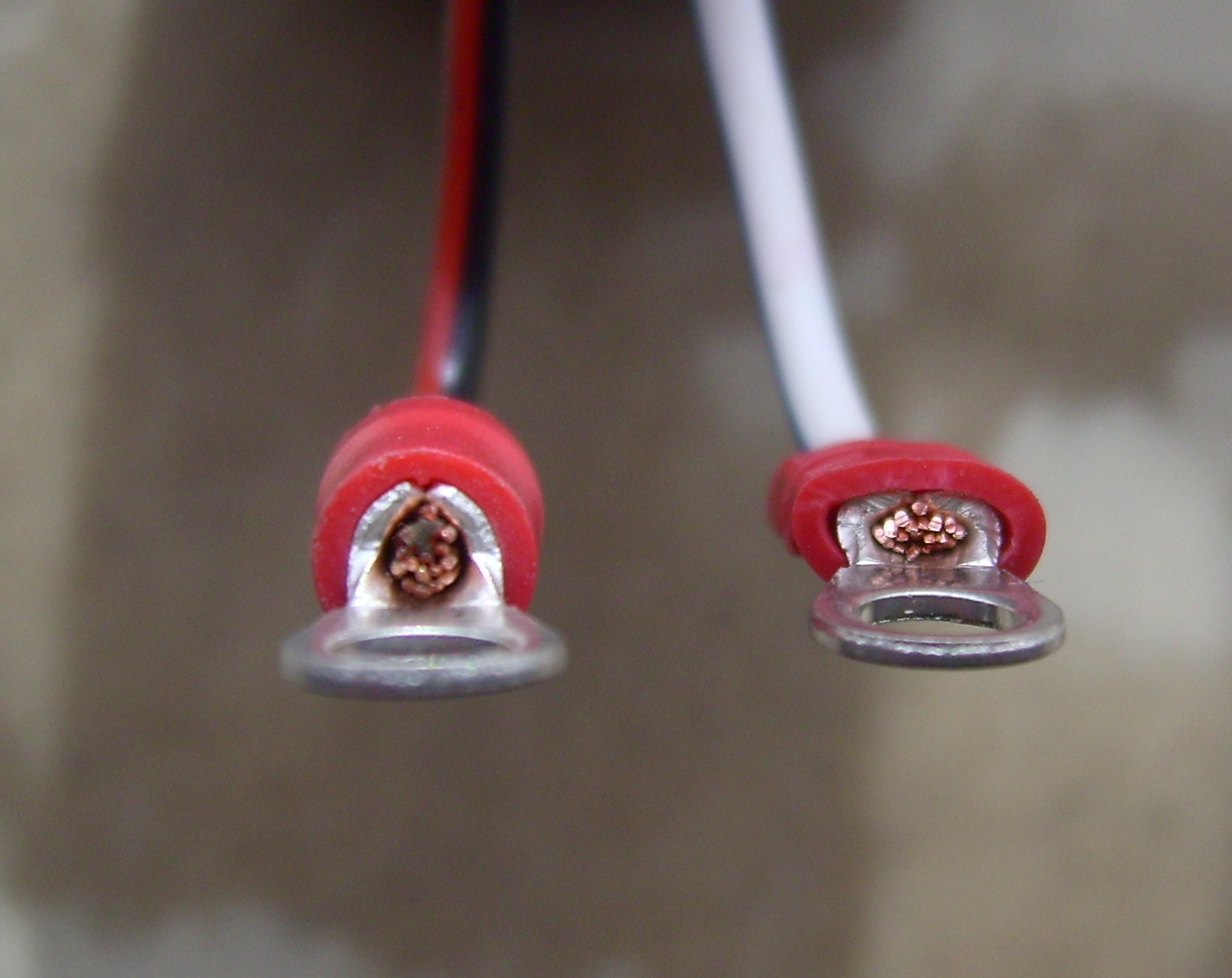
Разъём до и после клещей.

Ручной инструмент, в зависимости от размеров и типа контактов или наконечников, выпускается в виде универсальных клещей, специализированных ручных кримперов, электрических, пиротехнических и гидравлических переносных прессов.

Ручной гидравлический пресс для обжима наконечников сечением от 25 до 300 мм²
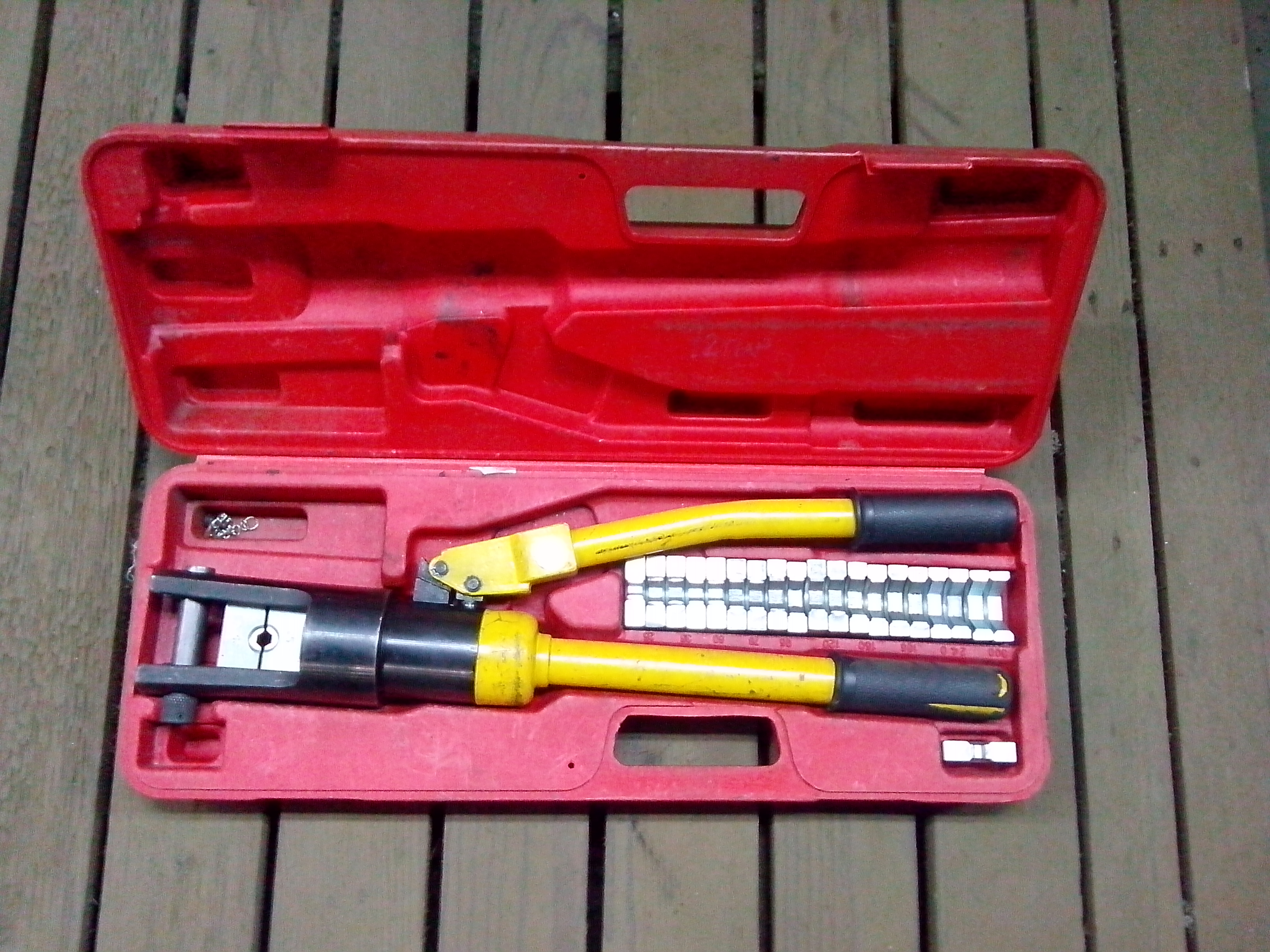
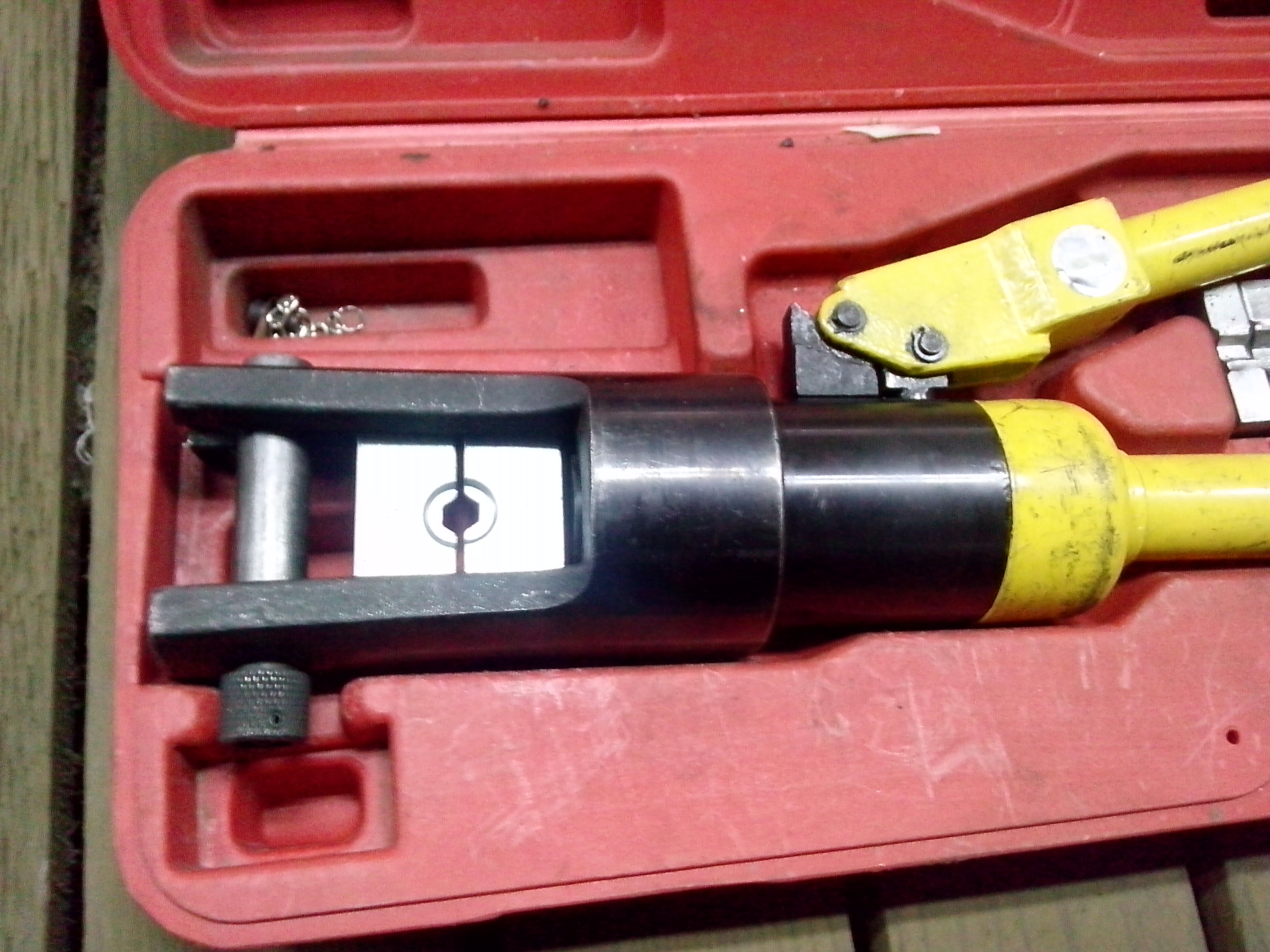
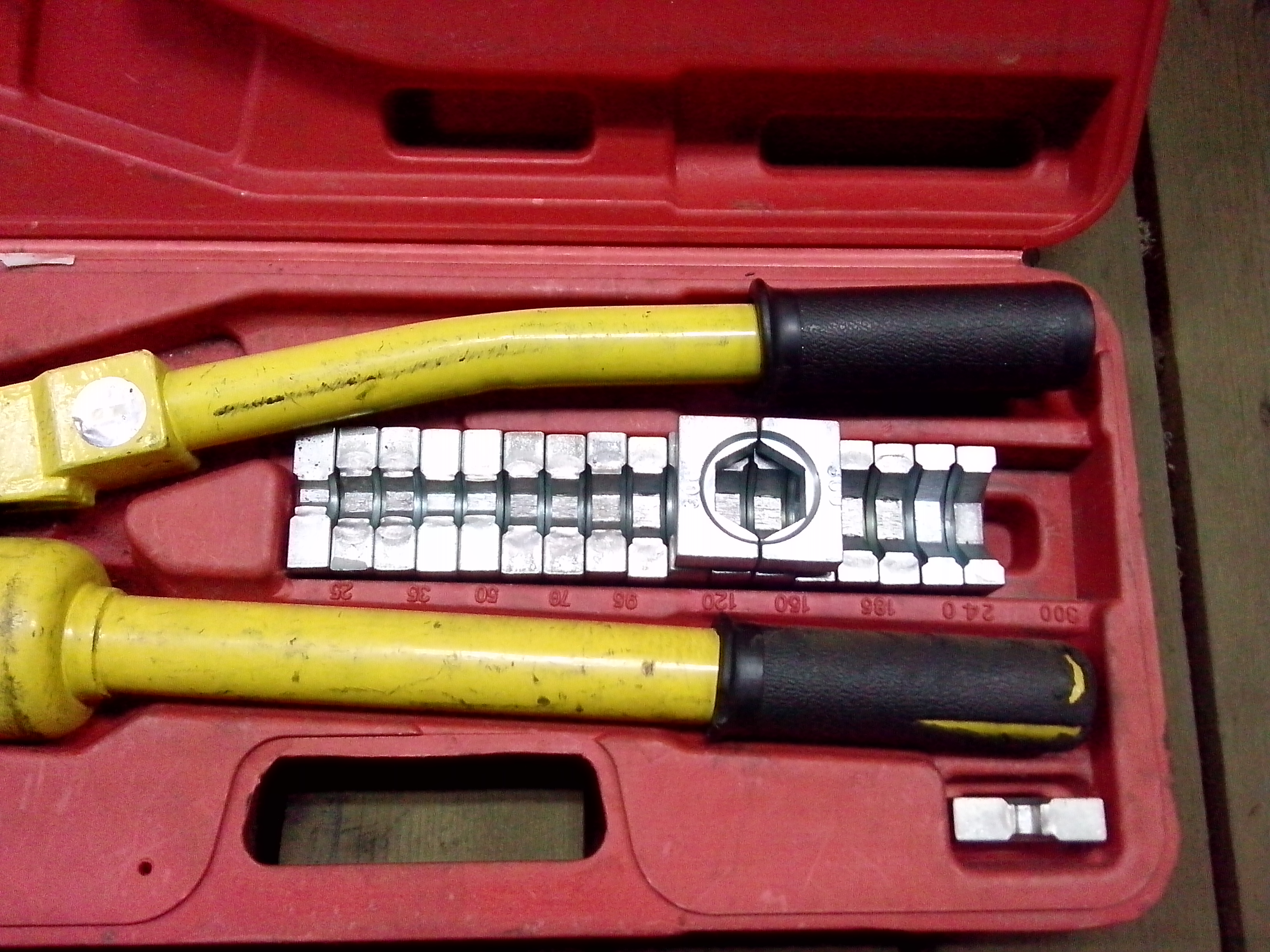